# Anantalingeshwar
Anantalingeshwar (Nepali अनन्तलिङ्गेश्वर) ist eine Stadt (Munizipalität) im Kathmandutal in Nepal und gehört zum Ballungsraum Kathmandu.
Die Stadt liegt im Südwesten des Distrikts Bhaktapur in der Provinz Bagmati und grenzt im Norden an Madhyapur Thimi. Sie entstand Ende Dezember 2014 durch Zusammenschluss der Village Development Committees (VDCs) Balkot, Dadhikot, Gundu und Sirutar.
Das Stadtgebiet umfasst 18,1 km².

## Einwohner
Bei der Volkszählung 2011 hatten die VDCs, aus welchen die Stadt Anantalingeshwar entstand, 37.989 Einwohner (davon 18.878 männlich) in 8977 Haushalten.